# 玉水镇
玉水镇是中华人民共和国贵州省黔南布依族苗族自治州独山县下辖的一个镇。
2013年6月28日，贵州省人民政府批复同意独山县行政区划调整，以原本寨水族乡地域为玉水镇行政区域，镇人民政府驻新和村。

## 行政区划
玉水镇下辖以下村级行政区划单位：
新和村、本寨村、塘联村、黎罗村、龙点村、拉芒村、丙约村、丙高村、温泉村、林桥村、双星村和群力村。
2007年并村前，原本寨水族乡下辖本寨村、塘脚村、黎罗村、新和村、甲点村、干龙村、月亮村、玉屏村、磨碑村、约寨村、丙怀村、丙麻村、高核村、羊场村、中安村、林桥村、天星村、农力村、群力村和联合村等20个行政村。